# Ugolino Martelli
Ugolino Martelli (1860–1934) fue un botánico, briólogo y micólogo italiano.
Fue un estudioso de la flora de Italia (especialmente de Toscana y Cerdeña), y también en Malasia.
Alumno de Odoardo Beccari, utilizó el herbario de este último para la investigación en profundidad sobre cuestiones del género Pandanus y de la familia Arecaceae.
Fue el director del Jardín Botánico de Pisa entre 1929 a 1930.
Fue el fundador, en 1905, de la Revista Botánica Webbia, cuyo nombre fue atribuido a Martelli, en honor de Philip Barker Webb (1793-1854), un querido amigo de Filippo Parlatore.
- La abreviatura «Martelli» se emplea para indicar a Ugolino Martelli como autoridad en la descripción y clasificación científica de los vegetales.[1]